# Siren Charms
Siren Charms är In Flames elfte studioalbum. Det släpptes den 5 september 2014 på Sony Music.
Den 6 augusti 2013 meddelade In Flames att de börjat skriva sitt elfte album och att detta skulle släppas tidig vår 2014. Albumet kom att spelas in i Hansa Tonstudio i Berlin. I samband med inspelningen sa gitarristen Niclas Engelin att det skulle bli "mer groovy, råare och fyllt av energi". Den första låttiteln som sångaren Anders Fridén avslöjade i en intervju var Everything Is Gone.
Första singeln Rusted Nail släpptes den 6 juni 2014 i Norden och den 13 juni 2014 i resten av världen.
Siren Charms blev det sista albumet med trummisen Daniel Svensson.

## Låtlista
| Nr  | Titel                    | Längd |
| --- | ------------------------ | ----- |
| 1.  | In Plain View            | 4:05  |
| 2.  | Everything's Gone        | 3:24  |
| 3.  | Paralyzed                | 4:15  |
| 4.  | Through Oblivion         | 3:37  |
| 5.  | With Eyes Wide Open      | 3:58  |
| 6.  | Siren Charms             | 3:05  |
| 7.  | When the World Explodes  | 4:39  |
| 8.  | Rusted Nail              | 4:55  |
| 9.  | Dead Eyes                | 5:23  |
| 10. | Monsters in the Ballroom | 3:53  |
| 11. | Filtered Truth           | 3:31  |

### Bonusspår
I senare nyutgåva ingår bonusspåren The Chase och Become the Sky. 

## Medverkande

### Bandmedlemmar
- Anders Fridén – sång
- Björn Gelotte – gitarr
- Niclas Engelin – gitarr
- Peter Iwers – bas
- Daniel Svensson (artist) – trummor, slagverk

### Gästmusiker
- Emilia Feldt - bakgrundssång på spår 7, When the World Explodes
- Martin Rubashov - bakgrundssång på spår 9, Dead Eyes
- The Head Jester Choir - körsång
- Daniel Bergstrand - bakgrundssång
- Örjan Örnkloo - keyboard